# Марк Валерий Марциал
Марк Валерий Марциал (на латински: Marcus Valerius Martialis) е древноримски поет. Роден в Испания (Иберийски полуостров), той е известен най-вече с 12-те си книги с епиграми, публикувани в Рим между 86 и 103 година по време на управлението на римските императори Домициан, Нерва и Траян. В книгите си той разказва със сатира за градския живот, осмива римската аристокрация и идеализира провинцията. Смятан е за създател на съвременната епиграма.